# Староиржавецкий сельский совет (Оржицкий район)
Староиржавецкий сельский совет (укр. Староіржавецька сільська рада) — входит в состав
Оржицкого района
Полтавской области
Украины.
Административный центр сельского совета находится в 
с. Старый Иржавец.

## Населённые пункты совета
- с. Старый Иржавец
- с. Чайковщина

## Ликвидированные населённые пункты совета
- с. Петровского